# Mazda Flair Wagon
El Mazda Flair Wagon (マツダ・フレアワゴン, Matsuda Furea Wagon) és un model d'automòbil lleuger o kei car produït pel fabricant d'automòbils japonés Mazda des de l'any 2012 fins a l'actualitat. El Flair wagon és un microvolum o Tall Wagon (軽トールワゴン) amb portes desllisants i capacitat per a quatre ocupants.
Des de l'estrena del model, el Mazda Flair Wagon ha estat un OEM de models Suzuki; sent la primera generació un rebateig del Suzuki Palette i la segona i tercera generació del Suzuki Spacia.

## Primera generació (2012-2013)

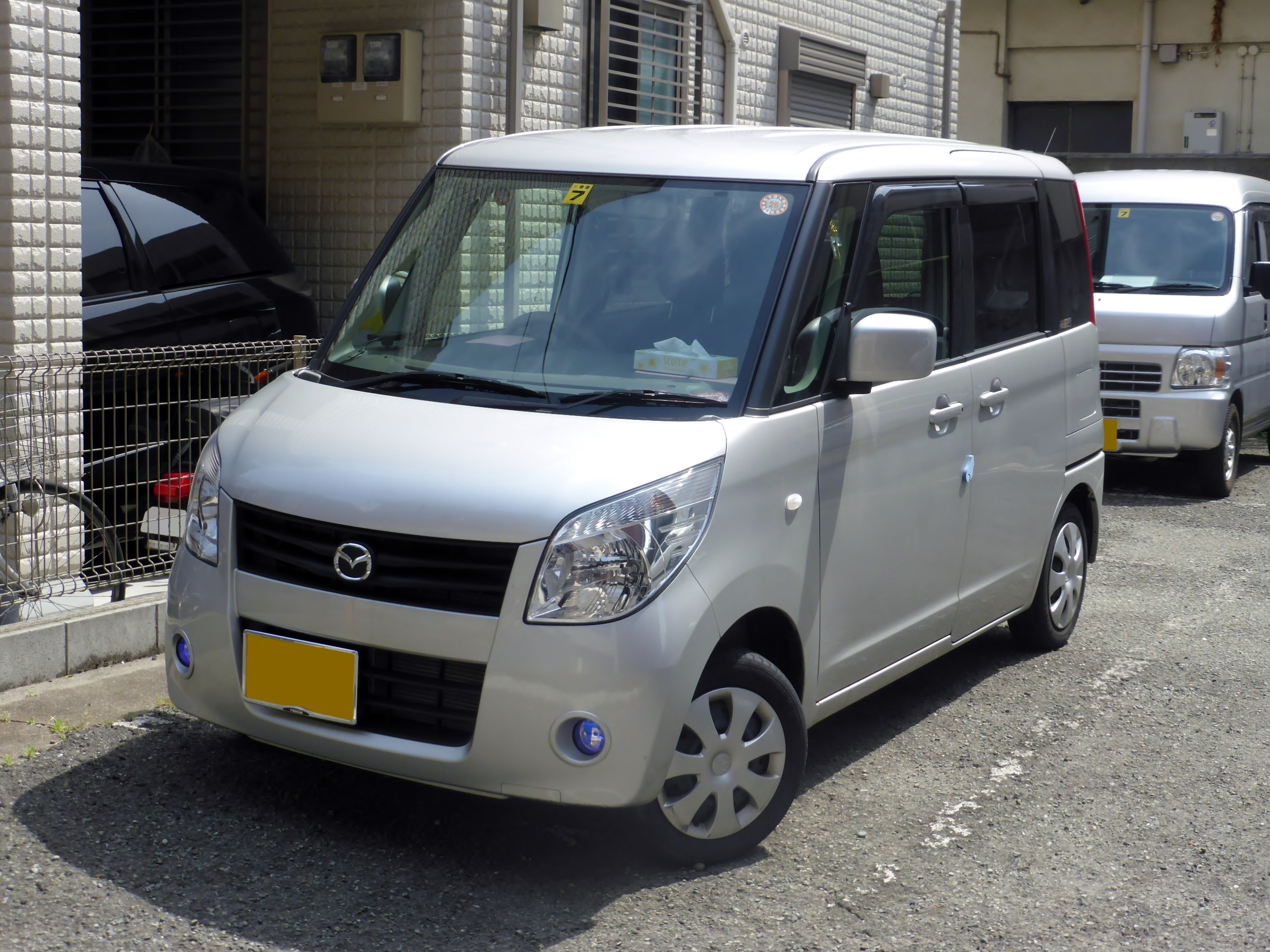
Mazda Flair Wagon IS Limited

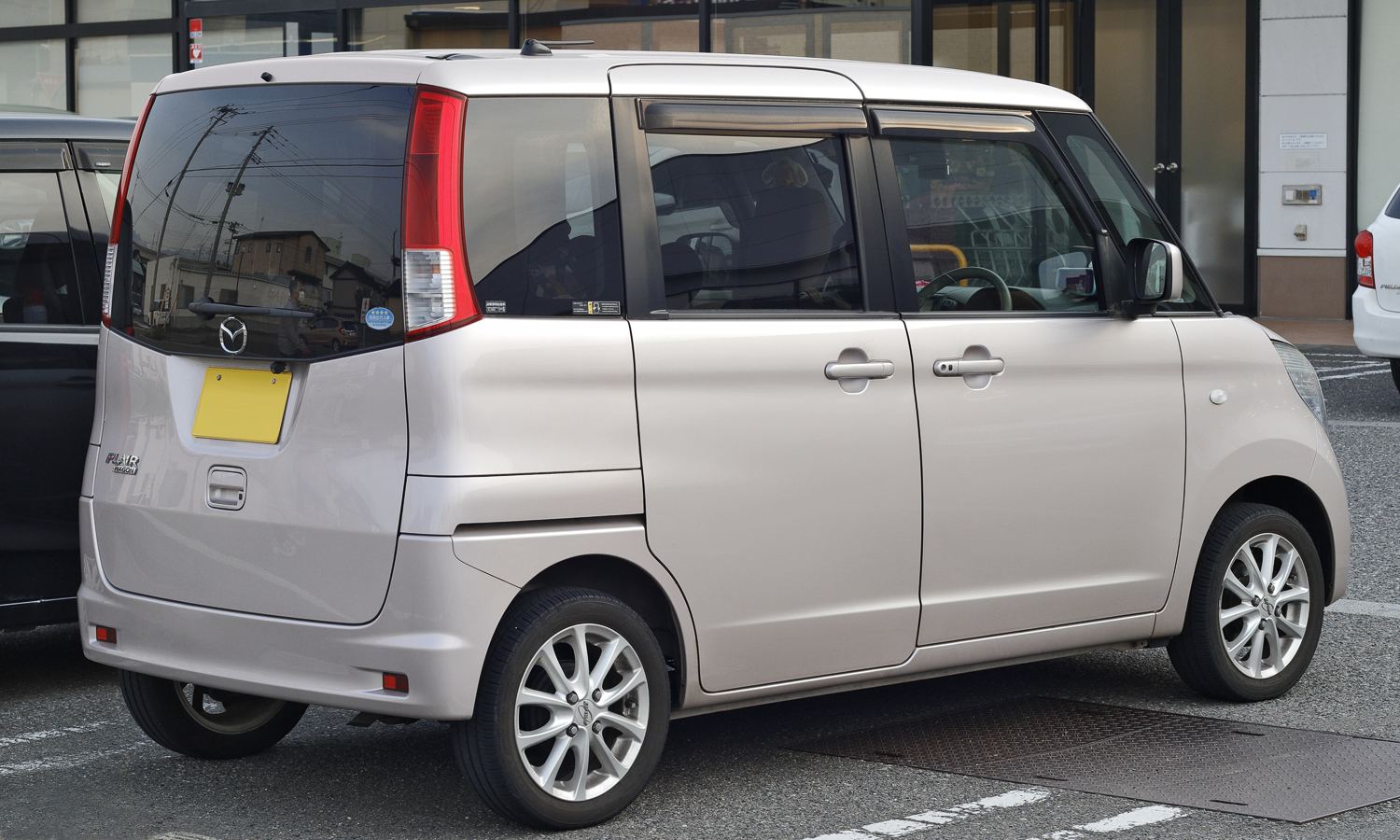
Darrera del Flair Wagon

La primera generació del Mazda Flair Wagon va sortir al mercat el 26 de juny de 2012, sent una OEM del Suzuki Palette, també comercialitzat com a Nissan Roox. Els graus d'equipament eren l'LS (bàsic); l'XS (luxe) i el TS, amb turbointercooler. També va existir una versió top de gama anomenada "IS Limited", equipada amb un sistema de parada i arrencada i un sistema de control de retenció en pendent.
Mecànicament idèntic al Suzuki Palette, la primera generació del Mazda Flair Wagon equipava una motorització tricilíndrica de 658 centímetres cúbics (cc) atmosfèrica (models LS i XS) o amb turbocompressor i intercooler (models TS). El model només estava disponible amb una transmissió automàtica CVT desenvolupada per Nissan. Segons el nivell d'equipament, el model podia instal·lar tracció al davant o a les quatre rodes.
La primera generació del Mazda Flair Wagon deixà de produir-se juntament el Suzuki Palette i el Nissan Roox el març de 2013, deixant-se de comercialitzar al més següent. Degut a això, el període de comercialització del Mazda Flair Wagon fou de només 10 mesos, un dels més curts de la marca. El model successor seria la segona generació del Flair Wagon, altre OEM del Suzuki Spacia.

## Segona generació (2013-2018)

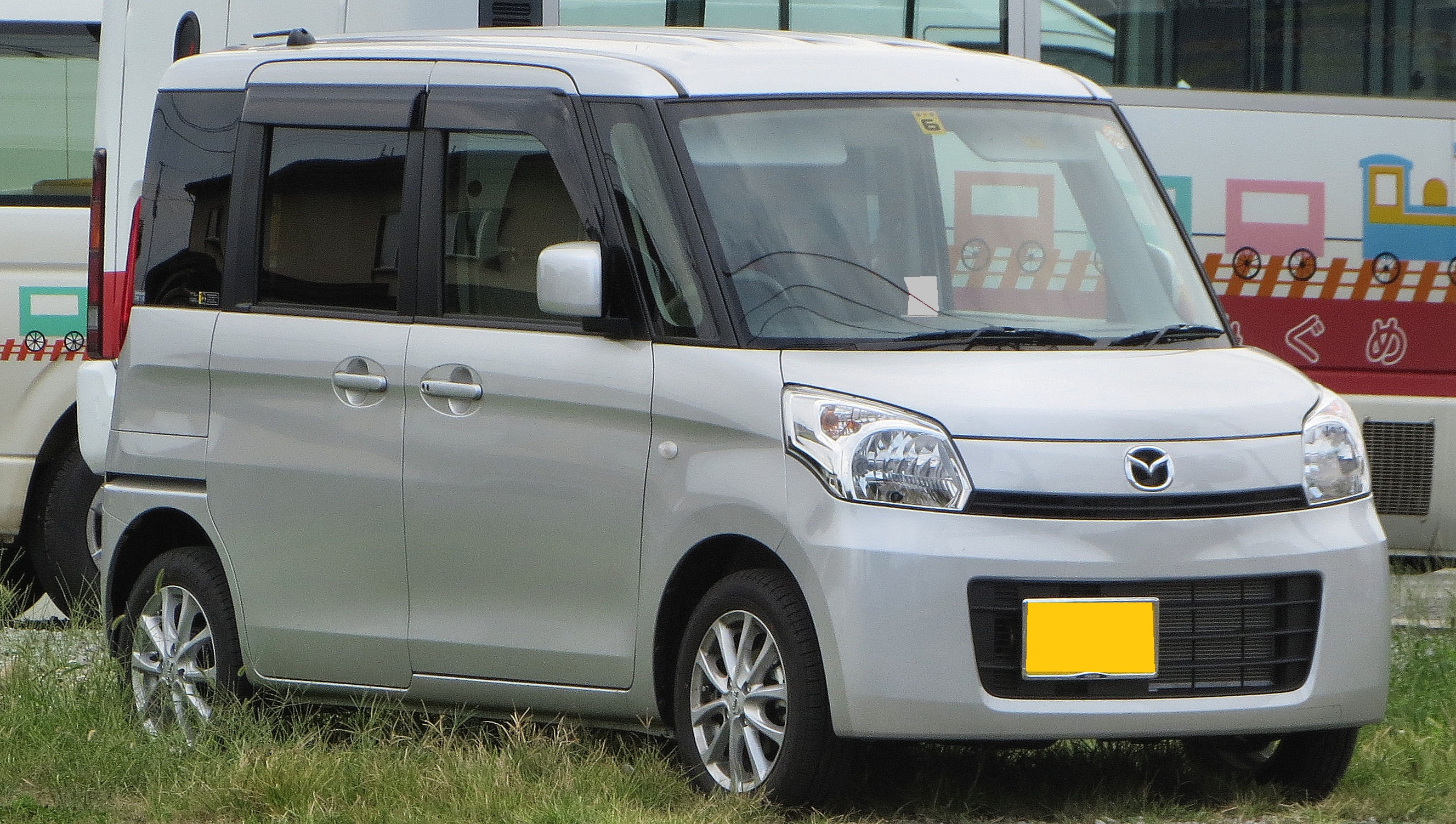
Mazda Flair Wagon XS

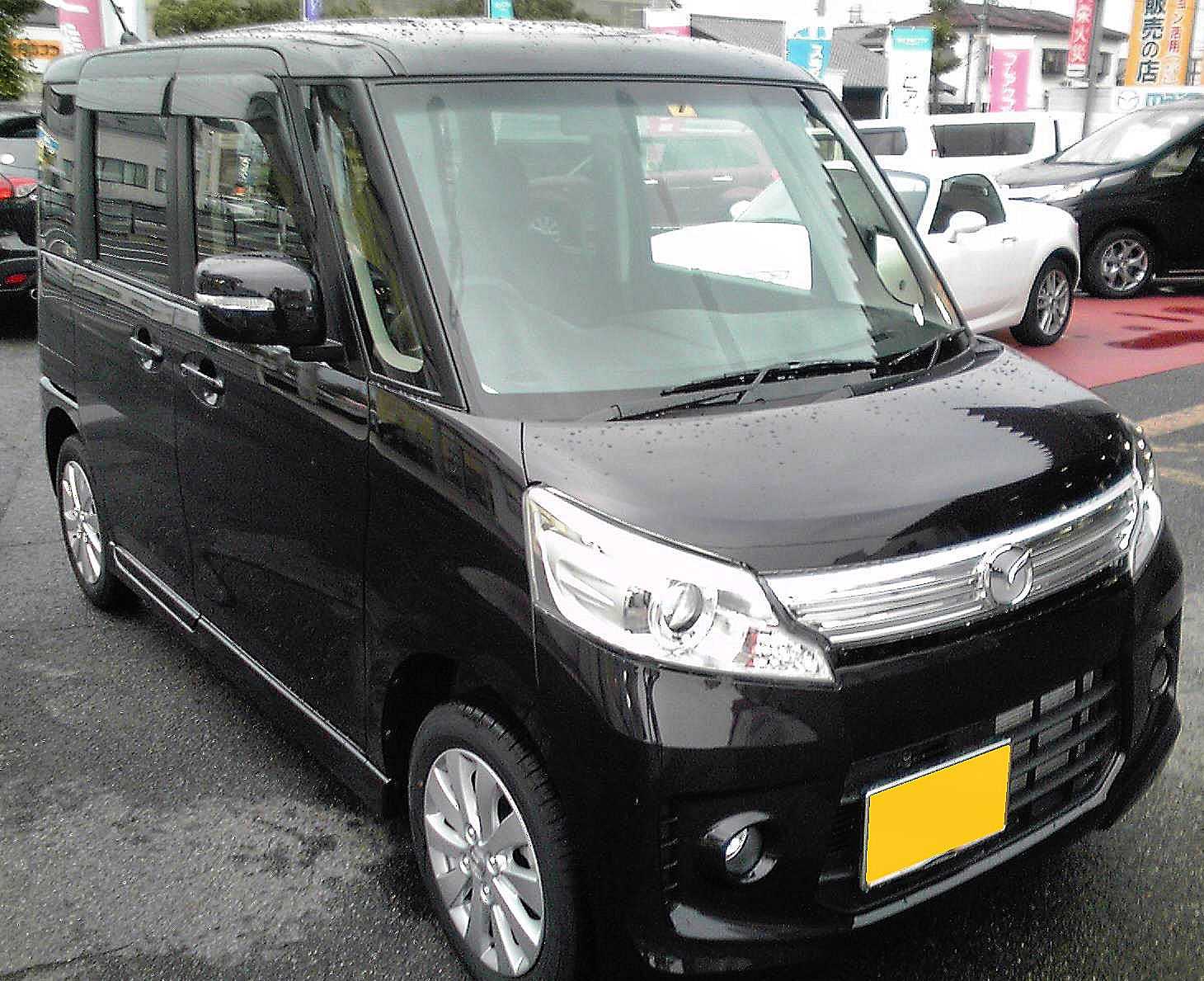
Flair Wagon Custom Style XS

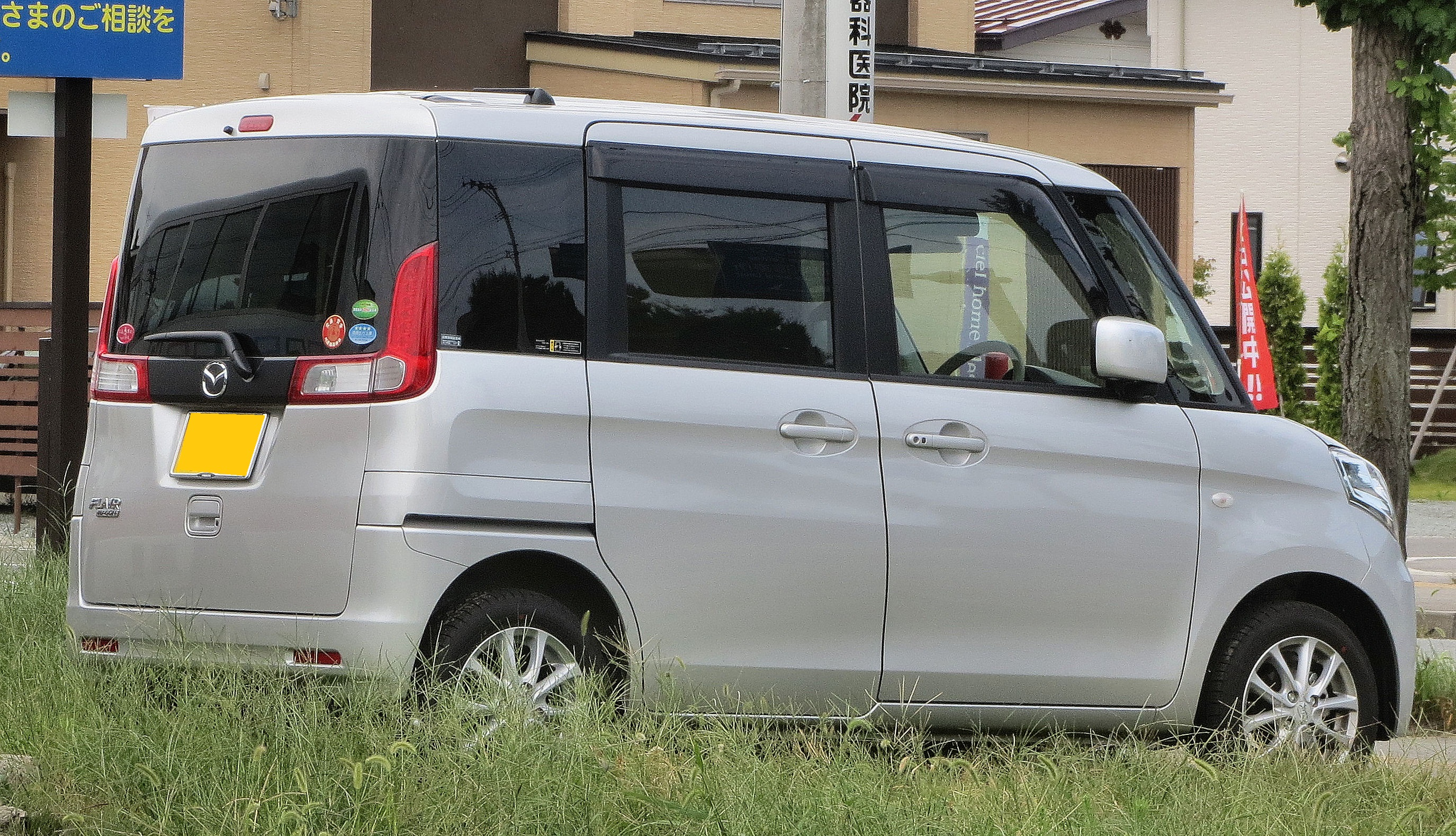
Mazda Flair Wagon XS

La segona generació del Mazda Flair Wagon inicià la seua producció el 18 de març de 2013, sortint al mercat el 25 d'abril del mateix any. Aquesta vegada, el model fou un OEM de la primera generació del Suzuki Spacia, que venia a substituir el Suzuki Palette. El mateix any, el Suzuki Spacia i el Mazda Flair Wagon guanyaren el premi Cotxe de l'Any del Japó a la categoria Small Mobility, reservada als kei cars. Inicialment, els graus d'equipament eren l'XG (bàsic) i l'XS (luxe). Més tard, el mateix any, s'afegiria la gama Custom Style amb els acabats XS (amb motor atmosfèric) i XT (amb turbointercooler).
Mecànicament idèntic al Suzuki Spacia, la segona generació del Mazda Flair Wagon equipava una motorització tricilíndrica de 658 centímetres cúbics (cc) atmosfèrica (models XG i XS) o amb turbocompressor i intercooler (models XT). El model només estava disponible amb una transmissió automàtica CVT. El Flair Wagon també podia equipar tracció al davant o a les quatre rodes depenent del grau d'equipament i l'elecció del client.
La fi de la segona generació del Mazda Flair Wagon arribà el 21 de maig de 2018 amb la desaparició del model al catàleg de vendes després de la fi de producció el gener del mateix any. La segona generació seria reemplaçada al catàleg de Mazda per un OEM de la segona generació del Suzuki Spacia.

## Tercera generació (2018-present)

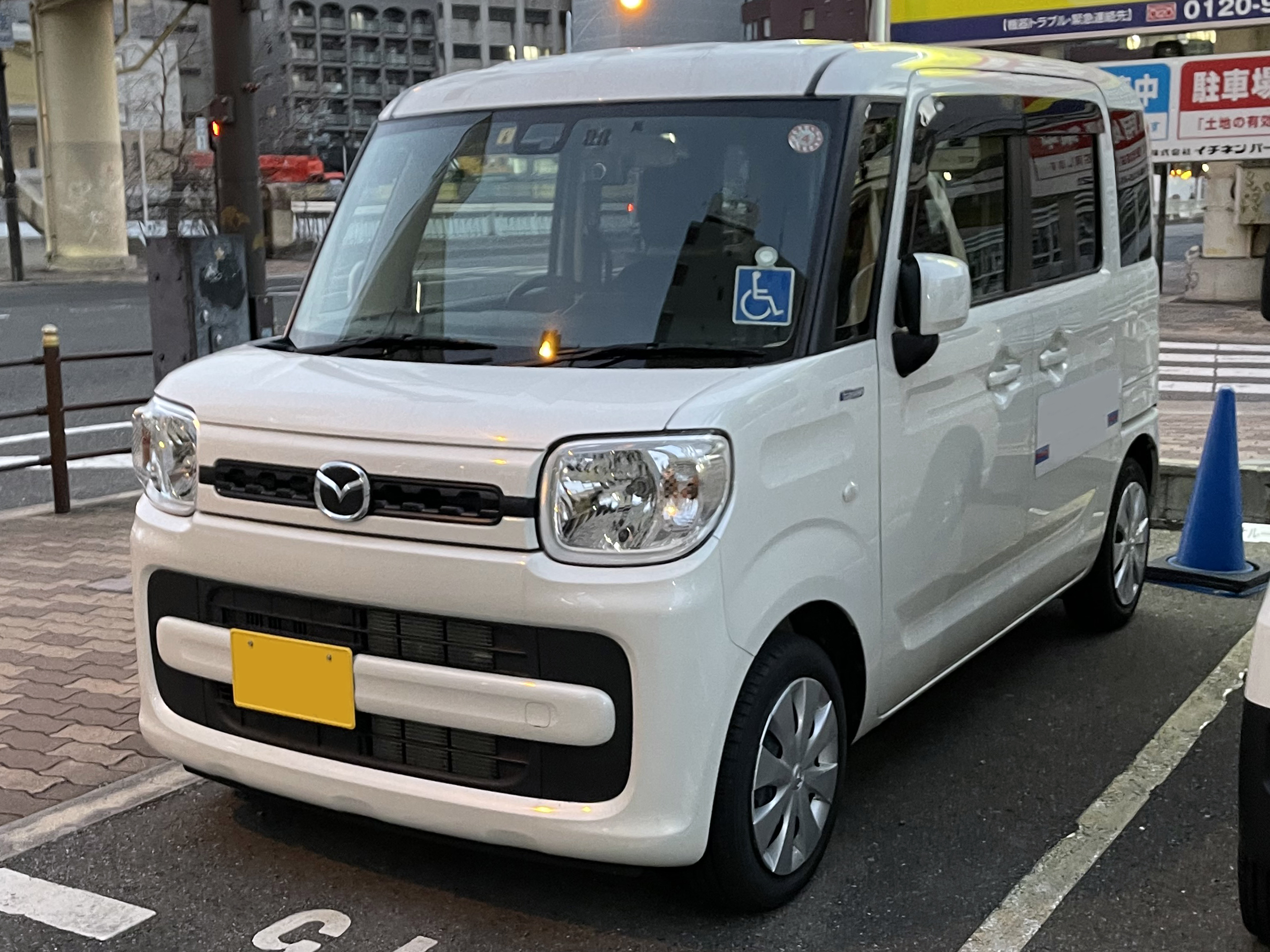
Mazda Flair Wagon XG

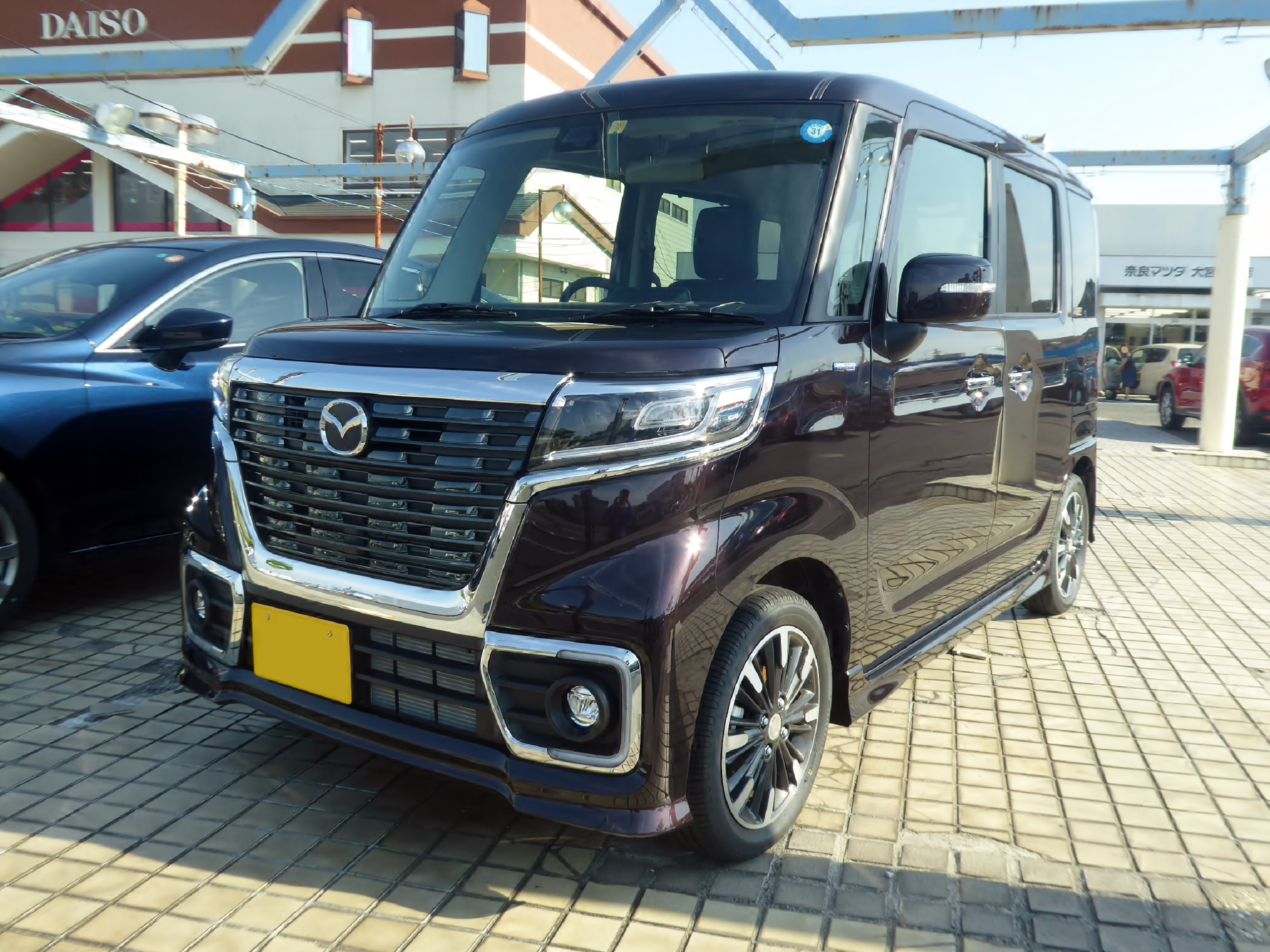
Custom Style HYBRID XS

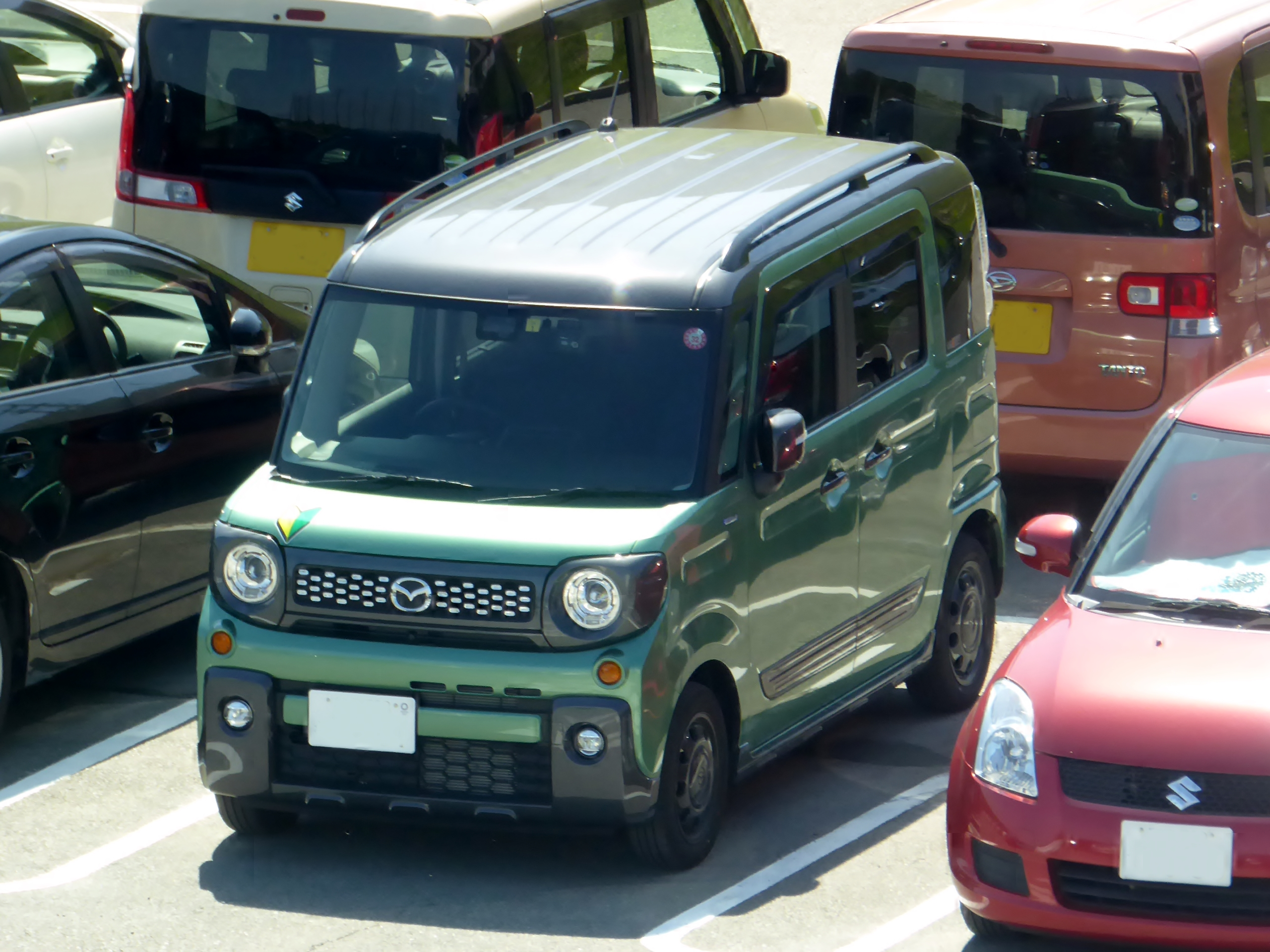
Flair Wagon Toughstyle HYBRID XT

La tercera generació del Mazda Flair Wagon començà a produir-se el 22 de desembre de 2017, arribant als concessionàris el 8 de febrer de 2018 per tal de substituir la segona generació del model. Com passava amb l'anterior generació, aquesta també n'és un OEM de la segona generació del Suzuki Spacia. Inicialment, els graus d'equipament del model eren l'HYBRID XG (bàsic); l'HYBRID XS (intermedi); i les versions luxoses i top de gama: Custom Style HYBRID XG, Custom Style HYBRID XS i Custom Style HYBRID XT. Més tard, a finals del mateix any, s'afegiria a la gama els graus Toughstyle HYBRID XS i Toughstyle HYBRID XT, amb una estètica de tot-terreny.
La gran novetat mecànica és el sistema semi-híbrid o Mild hybrid segons la marca, disponible de sèrie i donant lloc a les noves denominacions dels graus d'equipament. Mecànicament idèntic al Suzuki Spacia, el Mazda Flair Wagon equipava una motorització tricilíndrica de 658 centímetres cúbics (cc) atmosfèrica (models HYBRID XG, HYBRID XS, Toughstyle HYBRID XS, Custom Style XG i Custom Style XS) o amb turbocompressor i intercooler (models Toughstyle HYBRID XT i Custom Style HYBRID XT). Tot i que el model només estava disponible amb transmissió automàtica CVT (com les anteriors generacions), segons el nivell d'equipament i l'elecció del client el model podia equipar tracció al davant o a les quatre rodes.
Actualment, a data d'agost de 2023, el model continua en producció i venda al públic.